# 第38回日本レコード大賞
第38回日本レコード大賞（だい38かいにほんレコードたいしょう）は、1996年（平成8年）12月31日にTBS Aスタジオ・赤坂BLITZで行われた、38回目の『日本レコード大賞』である。

## 概要
第38回の大賞は、安室奈美恵の「Don't wanna cry」に決定した。安室奈美恵は初の受賞。10代女性歌手の受賞は第31回のWink（相田翔子）以来7年ぶり。沖縄県出身歌手の受賞は初めて。小室哲哉プロデュースの歌手が大賞を受賞するのは2年連続。
最優秀新人賞はPUFFYが受賞したが、大貫亜美のみ中継で出演した（吉村由美が事故のため）。
視聴率は0.6P下落の16.6%に。
この年から堺正章が司会に就任し2011年まで続く。

## 司会
- 堺正章
- 飯島直子
- 雨宮塔子（TBSアナウンサー）
- ラジオ中継担当・松宮一彦

## 受賞作品・受賞者一覧

### 日本レコード大賞
- 安室奈美恵「Don't wanna cry」

### 最優秀歌唱賞
- 天童よしみ「珍島物語」

### 最優秀新人賞
- PUFFY「アジアの純真」

### アルバム大賞
- globe「globe」

### 優秀作品賞（大賞ノミネート作品）
- 安室奈美恵「Don't wanna cry」
- ウルフルズ「バンザイ 〜好きでよかった〜」
- 華原朋美「I'm proud」
- globe「DEPARTURES」
- 坂本冬美「螢の提灯」
- シャ乱Q「いいわけ」
- JUDY AND MARY「そばかす」
- 長山洋子「倖せにしてね」
- PUFFY「アジアの純真」
- 藤あや子「紅」

### 新人賞（最優秀新人賞ノミネート）
- SPEED
- dos
- PUFFY

### ベストアルバム賞
- globe「globe」
- 安室奈美恵「SWEET 19 BLUES」
- ウルフルズ「バンザイ」

### 特別賞
- 喜納昌吉

### 作曲賞
- トータス松本「バンザイ 〜好きでよかった〜」（歌・ウルフルズ）

### 編曲賞
- シャ乱Q「いいわけ」（歌・シャ乱Q）

### 作詩賞
- 阿久悠「螢の提灯」（歌・坂本冬美）

### 企画賞
- 「お父さんのためのピアノ・レッスン」
- 「珍島物語」／プロデューサー：山田廣作
- 「ライフ・イン・トウキョウ・JAPAN・トリビュート・アルバム」
- 「浪漫-ROMAN-」／ 歌唱：憲三郎&ジョージ山本／プロデューサー：北島三郎
- 「ガッツだぜ!!」（ミュージックビデオ～ビデオ「ウルフルV」より抜粋）／歌唱：ウルフルズ／総監督：竹内鉄郎

### 功労賞
- 原信夫
- 水木かおる
- 村田英雄
- 和田弘とマヒナスターズ

### 美空ひばりメモリアル選奨
- 北島三郎

### アジア音楽賞
- (株) ポニーキャニオン 国際部

### 特別顕彰
- 三橋美智也

## TV中継スタッフ
- 構成：玉井貴代志・ひぐちひろき（樋口弘樹）、田中直人
- 取材：玉丸美雪、いまぷくけんじ、川上共子
- 作曲・編曲：
- 音楽：ハーフトーンミュージック
- ナレーション：鈴木史朗
- 振付：花柳糸之
- 踊り：花柳糸之社中、若駒
- コーラス：音羽ゆりかご会
- TD：杉田謙二
- カメラ：河野志朗
- VE：荒木健一、高松央
- 音声：柳沢任広
- 照明：笠原義博
- 音響効果：三澤恵美子
- PA：宮坂修
- （BLITZ中継）
  - TP：佐藤満
  - TD：青木葉吉樹
  - カメラ：中野剛一郎
  - VE：間瀬仁
  - 音声：阿蘇谷靖
  - 照明：田中浩征
- （屋上中継）
  - TD：中田奈穂子
  - カメラ：深沢知巳
  - VE：斉藤清一
  - 音声：寿田道陽
  - 照明：吉田武志
- 技術協力：エヌ・エス・ティー、パワーステーション、サンライズアート、バリライト、東京舞台照明、TAMCO、東通（東通→渋谷中継）
- 美術プロデューサー：飯田稔
- 美術デザイナー：橘野永
- 美術制作：鈴木浩二、安田和郎
- 装置：石原隆
- 装飾：高橋啓三
- 電飾：出川敏顕
- 制作協力：BMC
- AP：村木益雄、小野寺真
- 演出スタッフ：小玉滋彦（BLITZ）、阿部龍二郎（渋谷）、合田隆信（屋上）、中鉢功（舞台監督）
- プロデューサー：田代誠、斎藤薫、大崎幹
- 総合演出：落合芳行
- 製作著作：TBS
- 主催：社団法人 日本作曲家協会、日本レコード大賞制定委員会、日本レコード大賞実行委員会